# Ken Hirai 10th Anniversary Complete Single Collection '95-'05 歌バカ
『Ken Hirai 10th Anniversary Complete Single Collection '95-'05 歌バカ』（ケン・ヒライ テンス・アニバーサリー コンプリート・シングル・コレクション ナインティー・ファイブ ゼロ・ファイブ うたバカ）は、平井堅の1作目のベスト・アルバム。2005年11月23日にCDで発売。発売元はデフスターレコーズ。

## 解説
- デビュー10周年を記念して、1995年5月13日に発売されたデビューシングル「Precious Junk」から、2005年10月26日に発売された23rdシングル「POP STAR」までのシングルA面表題曲全23曲を収録した、自身初となるベスト・アルバム及びシングル・コレクション・アルバムである。
- 初回限定盤には収録曲の全ビデオクリップを収めたDVDが付属している。
- 収録曲はシングルの発売順に並べられており、Disc 1は1995年から2000年までの作品、Disc 2は2001年から2005年までの作品がまとめられている。
- 当初、「POP STAR」は収録の予定がなかったが、フジテレビ系ドラマ『危険なアネキ』の主題歌に使用されてヒットし、収録の要望が多かったため、レコード会社の判断で急遽追加された。
- そのため、11曲ずつの収録の予定がDisc 2は12曲と1曲多く収録され、ディスクタイトルも当初の『2001-2004 WORKS』から『2001-2005 WORKS』へ変更された。
- 2009年9月2日にBlu-spec CD仕様で発売された[2]。

## 規格品番

### 初回限定盤
CD
- Disc 1：DFCL-1330
- Disc 2：DFCL-1331

DVD
- DFCL-1332

### 通常盤（CDのみ）
- Disc 1：DFCL-1333
- Disc 2：DFCL-1334

## 記録
オリコンアルバムチャートにて初登場1位を獲得。出荷枚数は発売週だけで100万枚を突破した（デフスターレコーズ公表、日本レコード協会集計）。発売第1週の初動セールスはオリコン集計で92万枚を記録し、これは男性ソロでは河村隆一の『Love』、桑田佳祐の『TOP OF THE POPS』に次ぐ歴代3位の記録である。またオリコンでは2週目で自身4作目のミリオンセラーを達成、こちらは男性ソロアーティストとしては第1位の記録である。累計200万枚を突破し、男性ソロでは史上3人目。自身としては現時点で、シングル・アルバム含め、最大のセールスを記録している。
2006年に入り、第20回日本ゴールドディスク大賞「ロック&ポップ・アルバム・オブ・ザ・イヤー」受賞。同年のオリコン年間アルバムチャートでも第1位を記録した。
2017年9月時点でTSUTAYAにおいて累計192万回以上がレンタルされ、同時点でTSUTAYAにおける「ベスト盤」のレンタル回数では歴代20位である。

## 収録曲

### Disc 1 <1995-2000 WORKS>
1. Precious Junk
  - 1stシングル。
  - フジテレビ系ドラマ『王様のレストラン』主題歌。
2. 片方ずつのイヤフォン
  - 2ndシングル。
  - テレビ朝日系『VIDEO JAM』オープニングテーマ。
3. 横顔
  - 3rdシングル。
  - フジテレビ系『めざまし天気』エンディングテーマ。
  - ニッポン放送『オールナイトニッポン』エンディングテーマ。
4. ドシャブリ
  - 4thシングル。
5. Stay With Me
  - 5thシングル。
6. HEAT UP
  - 6thシングル。
  - ABC系『速報!甲子園への道』テーマソング。
  - アルバム初収録。
7. Love Love Love
  - 7thシングル。
  - TBS系『愛のヒナ壇』オープニングテーマ。
8. 楽園
  - 8thシングル。
9. why
  - 9thシングル。
10. LOVE OR LUST
  - 10thシングル。
11. even if
  - 11thシングル。

### Disc 2 <2001-2005 WORKS>
1. Miracles
  - 12thシングル。
  - 平井堅出演 キッコーマン「万上焼酎 トライアングル」CMソング。
2. KISS OF LIFE
  - 13thシングル。
  - フジテレビ系ドラマ『ラブ・レボリューション』主題歌。
  - シングルバージョンはアルバム初収録。
3. Missin' you 〜It will break my heart〜
  - 14thシングル。
4. Strawberry Sex
  - 15thシングル。
  - 本田技研工業「That's」CMソング。
5. 大きな古時計
  - 16thシングル。
  - NHK『みんなのうた』2002年8月・9月放送楽曲。
  - au by KDDI「EZ 着うた」CMソング。
6. Ring
  - 17thシングル。
  - 日本テレビ系ドラマ『サイコドクター』主題歌。
7. LIFE is... 〜another story〜
  - 18thシングル。
  - TBS系ドラマ『ブラックジャックによろしく』主題歌。
  - シングルバージョンはアルバム初収録。
8. style
  - 19thシングル。
9. 瞳をとじて
  - 20thシングル。
  - 東宝配給映画『世界の中心で、愛をさけぶ』主題歌。
10. キミはともだち
  - 21stシングル。
  - フジテレビ系ドラマ『ワンダフルライフ』主題歌。
11. 思いがかさなるその前に…
  - 22ndシングル。
  - 平井堅出演 トヨタ自動車「カローラ フィールダー」CMソング。
  - フジテレビ系ドラマ『積木くずし真相〜あの家族、その後の悲劇〜』主題歌。
12. POP STAR
  - 23rdシングル。
  - フジテレビ系ドラマ『危険なアネキ』主題歌。
  - アルバム初収録。

## 関連作品
- 『Ken Hirai 15th Anniversary c/w Collection '95-'10 “裏 歌バカ”』(2010年)[5]
- 『Ken Hirai Singles Best Collection 歌バカ2』(2017年)[6]